# خیزش اسپارتاکیست‌ها
خیزش اسپارتاکیست‌ها یا خیزش ژانویه (آلمانی: Jauaraufstand) یک اعتصاب سراسری خشونت‌آمیز بوده‌است که از پنجم تا دوازدهم ژانویه ۱۹۱۹ میلادی در برلین آلمان رخ داده‌است. این خیزش یک کشمکش قدرت میان حزب سوسیال دموکرات آلمان به رهبری فردریش ابرت و کمونیست‌های تندروی حزب کمونیست آلمان به رهبری کارل لیبکنشت و رزا لوکزامبورگ که پیش از آن جرگه اسپارتاکوس را ایجاد کرده بودند، بوده‌است. این شورش با همکاری فرای کورپس و حزب سوسیال دموکرات، با پیروزی سوسیال دموکرات‌ها خاتمه یافت. لوکزامبورگ و لیبکنشت پس از بازداشت اعدام شدند.

## پیش‌زمینه
اسپارتاکیستها بعد از تجربه همکاری با احزاب سوسیال دموکرات آلمان به این نتیجه رسیدند که اهداف آنها تنها با تشکیل یک حزب برای خود محقق می‌شود، بنابراین آنها در ائتلافی با سایر گروه‌های چپ سوسیالیست از کل آلمان، حزب کمونیست آلمان (KPD) را تأسیس کردند.

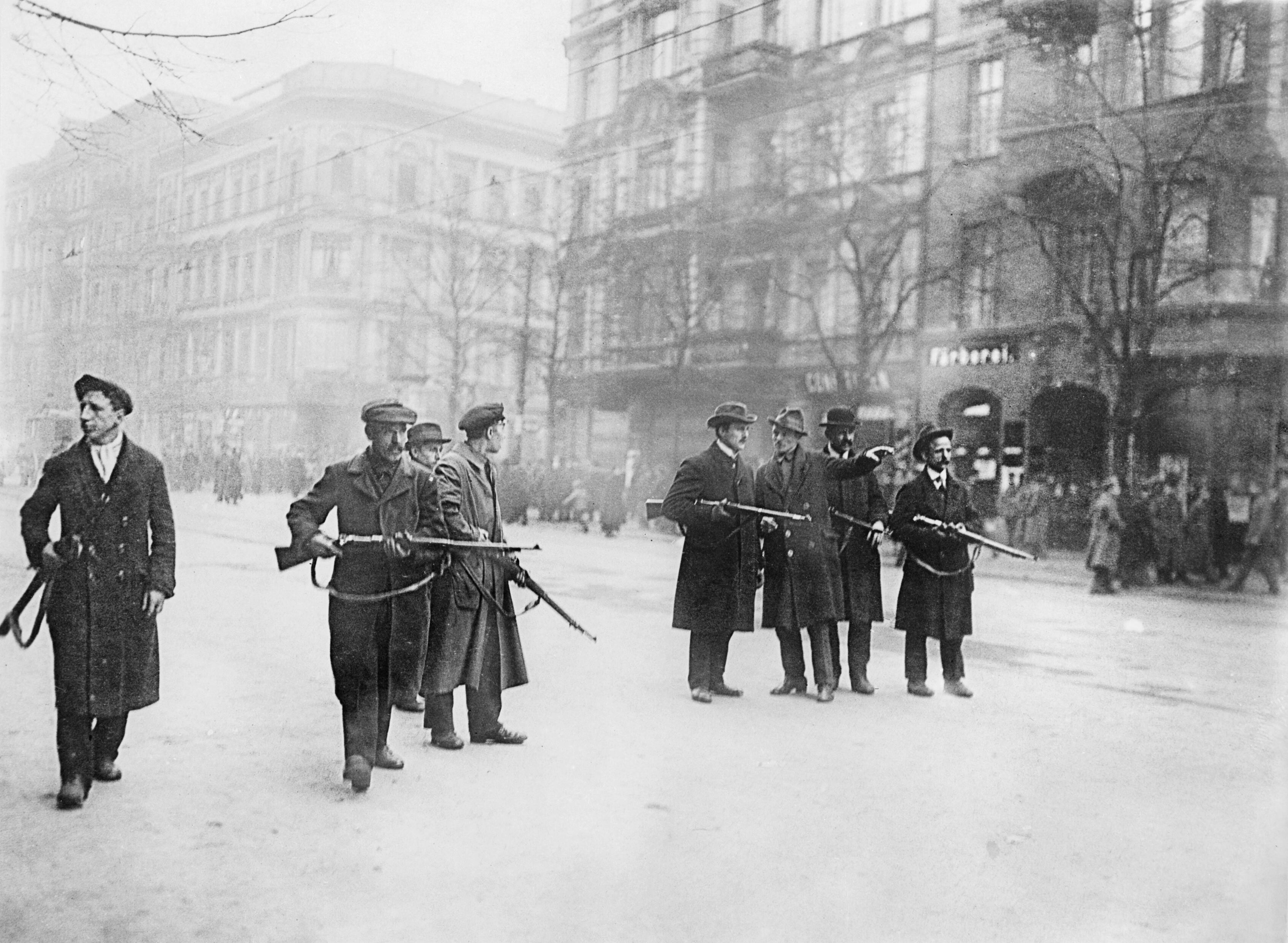
شبه‌نظامیان اسپارتاکیست در برلین

رزا لوکزامبورگ برنامه حزبی خود را تهیه کرد و آن را در ۳۱ دسامبر ۱۹۱۸ ارائه داد. در این برنامه، او اشاره کرد که کمونیستها هرگز نمی‌توانند بدون اراده مشخص مردم در اکثریت قدرت را بدست آورند. در ۱ ژانویه، وی خواستار شرکت KPD در انتخابات برنامه‌ریزی شده سراسری آلمان شد، اما اکثریت حزبی هنوز امیدوار بودند که با ادامه تحریک کارگران در کارخانه‌ها به اعتصاب و شورش و از طریق «فشار خیابان‌ها» به قدرت برسند. پس از مشورت با اسپارتاکیست‌ها، انقلابیون نظامی تصمیم گرفت در حزب مستقل سوسیال دموکرات باقی بماند. این اولین شکست حزب کمونیست آلمان بود.

## شورش
شکست قاطع چپ در اولین روزهای سال ۱۹۱۹ رخ داد. همانند ماه نوامبر گذشته، موج انقلابی دوم ایجاد شد، اما برخلاف نوامبر این انقلاب با خشونت سرکوب شد. این موج انقلاب در ۴ ژانویه آغاز شد، زمانی که دولت، رئیس پلیس ارشد برلین امیل آیش‌هورن را برکنار کرد. آیشهورن یکی از اعضای حزب مستقل سوسیال دموکرات بود که از به کار بردن خشونت علیه کارگران تظاهرات کننده در بحران کریسمس خودداری کرده بود. این اقدام منجر به این شد که حزب مستقل سوسیال دموکرات، کارگران انقلابی و روسای حزب کمونیست آلمان کارل لیبکنشت و ویلهلم پیک خواستار برگزاری تظاهراتی در روز بعد شوند.
تظاهرات روز ۵ ژانویه ۱۹۱۹ به گردهمایی عظیمی از تظاهرکنندگان تبدیل شد. روز یکشنبه، ۵ ژانویه، همانند ۹ نوامبر ۱۹۱۸، صدها هزار نفر به مرکز برلین سرازیر شدند، بسیاری از آنها مسلح بودند. بعد از ظهر، ایستگاه‌های قطار و دفاتر روزنامه‌ها و دفتر مرکزی روزنامه حزب سوسیال دموکرات Vorwärts اشغال شدند. در برخی از روزنامه‌ها در روزهای گذشته نه تنها در مورد جذب نیروی فرایکورپ‌ها، بلکه در مورد قتل اسپارتاکیست‌ها نیز صحبت شده بود.
تظاهرکنندگان عمدتاً همان کسانی بودند که دو ماه قبل در اغتشاشات شرکت داشتند. آنها در این تظاهرات خواستار تحقق امیدهای محقق نشده در تظاهرات ماه نوامبر بودند. اسپارتاکیستها به هیچ وجه موقعیت رهبری نداشتند. این تقاضاها مستقیماً مورد حمایت گروه‌های مختلف چپ از حزب سوسیال دموکرات بود. به اصطلاح «قیام اسپارتاکیست» که متعاقب آن شروع شد، فقط تا حدی از حزب کمونیست نشأت گرفت. اعضای حزب کمونیست حتی در میان شورشیان نیز در اقلیت بودند.
کسانی که در ستاد پلیس جمع شدند، یک «کمیته انقلابی موقت» با ۵۳ عضو (Provisorischer Revolutionsausschuss) را انتخاب کردند. در این جلسه لیبکنشت خواستار سرنگونی دولت شد و با ایده‌های کمیته تبلیغ مبارزه مسلحانه موافقت کرد. رزا لوکزامبورگ و همچنین اکثر رهبران حزب کمونیست تصور کردند که یک شورش فاجعه به بار خواهد آورد و علیه آن صحبت کردند.
روز بعد، ۶ ژانویه، کمیته انقلابی دوباره خواستار تظاهرات گسترده در برلین شد. این بار افراد بیشتری به این تماس توجه می‌کنند. آنها بار دیگر پلاکاردها و بنرهایی را حمل کردند که بر روی آنها نوشته شده بود: "برادران، شلیک نکنید!" و خواستار سرنگونی دولت فریدریش ابرت شدند. اما فعالان حزب کمونیست عمدتاً در تلاش برای به دست آوردن نیروی بیشتر شکست خوردند. معلوم شد که حتی واحدهایی مانند لشکر نیروی دریایی خلق نیز حاضر به حمایت از شورش مسلحانه نبوده و خود را بی‌طرف اعلام کردند. هنگهای دیگر مستقر در برلین بیشتر به دولت وفادار مانده بودند.
در حالی که نیروهای بیشتری به دستور ابرت در حال حرکت به برلین بودند، او پیشنهاد حزب مستقل سوسیال دموکرات را برای میانجیگری بین او و کمیته انقلاب پذیرفت. پس از مشخص شدن پیشروی نیروها به داخل شهر، بروشوری از حزب سوسیال دموکرات پخش شد که روی آن نوشته شده بود: «ساعت حساب نزدیک است». با این وجود کمیته، مذاکرات بیشتر را در ۸ ژانویه قطع کرد. این فرصت کافی بود تا ابرت بتواند از نیروهای مستقر در برلین علیه شورشیان استفاده کند. از ۹ ژانویه، آنها با خشونت، شورشیان را سرکوب کردند. علاوه بر این، در ۱۲ ژانویه نیروهای ضدانقلاب فرای‌کورپس که از ابتدای دسامبر کم و بیش به عضوگیری بیشتر پرداخته بود نیز به برلین نقل مکان کرد. گوستاو نسکه، که چند روز نماینده مردم در ارتش و نیروی دریایی بود، با ذکر این مطلب که اگر خونریزی انجام وظیفه است، از اعمال آن خجالت‌زده نخواهد شد، فرماندهی این نیروها را پذیرفت.
فرای‌کورپس به طرز وحشیانه ای چندین ساختمان را پاکسازی و شورشیان را در همان‌جا اعدام کرد. بقیه خیلی زود تسلیم شدند اما بعضی از آنها مورد اصابت گلوله قرار گرفتند. شورش ژانویه جان ۱۵۶ نفر را در برلین گرفت.

### قتل رهبران شورش
سرکردگان شورش ژانویه مجبور به اختفا شدند اما علی‌رغم اصرار متحدانشان، آنها از ترک برلین خودداری کردند. عصر روز ۱۵ ژانویه ۱۹۱۹، رزا لوکزامبورگ و کارل لیبکنشت در یک آپارتمان در منطقه ویلمرزدورف برلین پیدا شدند. آنها بلافاصله دستگیر و تحویل بزرگترین فریکورپس، لشکر Garde-Kavallerie-Schützen که تا دندان مسلح بود شدند. فرمانده آنها، کاپیتان والدمار پابست از آنان بازجویی کرد. سپس در همان شب هر دو زندانی نیمه هشیار با قنداق تفنگ مورد ضرب و شتم قرار گرفتند و به سرشان شلیک کردند. جسد رزا لوکزامبورگ به کانال لندوهر که از برلین عبور می‌کند، انداخته شد، جایی که ماه‌ها بعد از آن در ۱ ژوئیه پیدا شد. جسد کارل لیبکنشت، بدون نام، به سردخانه تحویل داده شد.
بیشتر عاملان این جنایت مجازات نشدند. بعداً حزب نازی تعداد کمی از این عاملان را که محاکمه یا حتی زندانی شده بودند مورد عفو قرارداد و آنها را در اس‌آ ادغام کردند. والدمار پابست رهبر شبه‌نظامیان فرای‌کورپس در مصاحبه ای که در سال ۱۹۶۲ با «اشپیگل» انجام داد در خاطراتش اظهار داشت که وی در دفتر صدراعظم تلفنی با گوستاو نسکه از دیگر فرماندهان فرای‌کورپس صحبت کرده بود و نسکه و ابرت اقدامات وی را تأیید کرده‌اند. اظهارات پابست هرگز تأیید نشد، خصوصاً که نه رایشتاگ و نه دادگاه‌ها هرگز پرونده را بررسی نکردند.

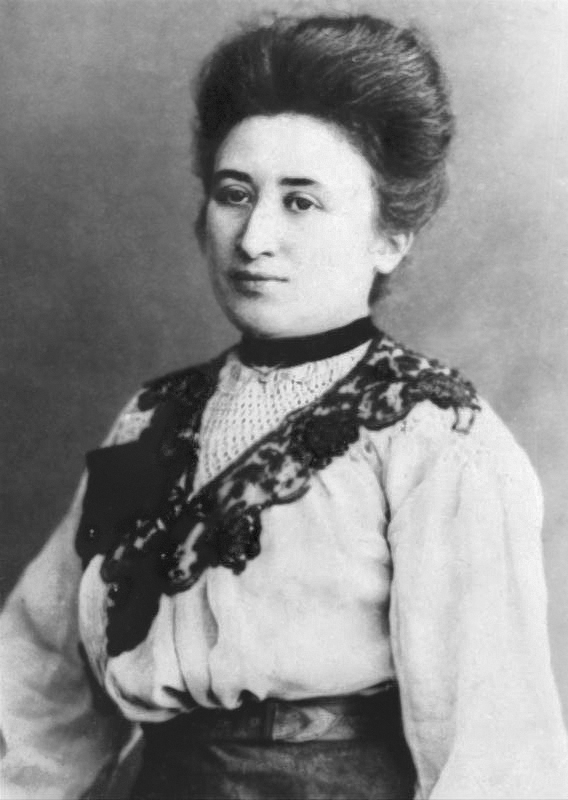
رزا لوکزامبورگ در سال ۱۹۱۵